# Maria Malicka

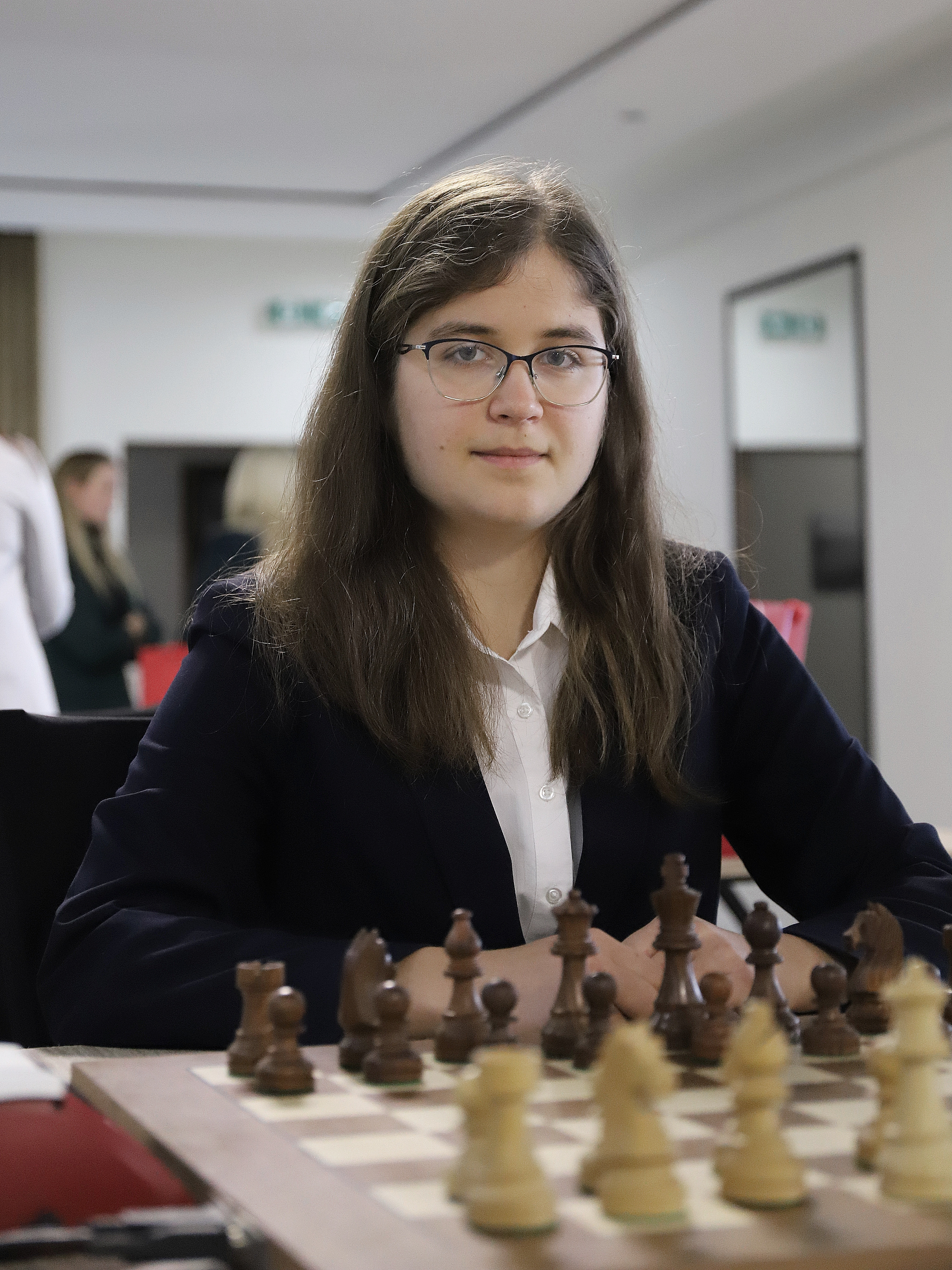
Maria Malicka, Kruszwica 2022

Maria Malicka (13 april 2003) is een Poolse schaakster. Ze is sinds 2020 een FIDE Meester bij de vrouwen (WFM). Op de Schaakolympiade in 2022 won ze een individuele zilveren medaille.

## Schaakcarrière
In 2010, in Suwałki, werd Maria Malicka derde op het Poolse schaakkampioenschap voor scholieren, in de leeftijdscategorie tot 10 jaar. Op het Poolse jeugdkampioenschap won ze drie keer een medaille: goud in Jastrzębia Góra in 2018, categorie tot 18 jaar, zilver in Szklarska Poręba in 2020, categorie tot 20 jaar, en brons in Suwałki in 2015, categorie tot 12 jaar. In 2021 won ze in Pokrzywna het Poolse schaakkampioenschap voor junioren, in de categorie meisjes tot 20 jaar.
Maria Malicka won in 2019 bronzen medaille op het in Rzeszów gehouden Poolse rapidkampioenschap voor jeugd, in de leeftijdscategorie tot 19 jaar. Ook won ze twee keer een medaille op het Poolse blitzkampioenschap voor jeugd, waar ze een bronzen medaille won in Rzeszów in 2019 (leeftijdscategorie tot 16 jaar) en een zilveren in Wrocław in 2020 (leeftijdscategorie tot 18 jaar). 
Drie keer deed ze als Poolse deelneemster mee aan het Europees schaakkampioenschap voor jeugd. Haar beste resultaat was een vijfde plaats in Bratislava in 2019, in de leeftijdscategorie tot 16 jaar. Ze won twee toernooien in Warschau in 2016: het 168e YMCA lente-toernooi 2016-B en het 174e YMCA herfst-toernooi 2016-A. 
In 2022 in Kruszwica maakte Maria Malicka haar debuut in het Poolse vrouwenkampioenschap, en eindigde als derde.
In de zomer van 2022 nam Maria Malicka met het Poolse nationale vrouwenteam deel aan de 44e Schaakolympiade, gehouden in Chennai, waar ze een individuele zilveren medaille won voor haar resultaat aan het 4e bord.

## Externe koppelingen
- (en)   Informatie over schaakpartijen van Maria Malicka op ChessGames.com
- (en)   Informatie over schaakpartijen van Maria Malicka op 365chess.com
- (en)  FIDE-ratinggegevens voor Maria Malicka